# Miranda de Arga
Miranda de Arga è un comune spagnolo di 1 000 abitanti situato nella comunità autonoma della Navarra.

## Economia
L'economia di Miranda de Arga è principalmente agricola, anche se in chiaro declino. Sempre più gente infatti trova lavoro in aziende di Pamplona, Tafalla o Peralta.